# Elecciones municipales de Chile de 1935
Las elecciones municipales de Chile de 1935 fueron efectuadas el 7 de abril. En estas elecciones, las mujeres participaron por primera vez en la elección. De una población de 4 485 792 habitantes, había 770 mil electores varones y 850 000 mujeres electoras potenciales. Se inscribieron 302 521 varones y 64 942 mujeres.

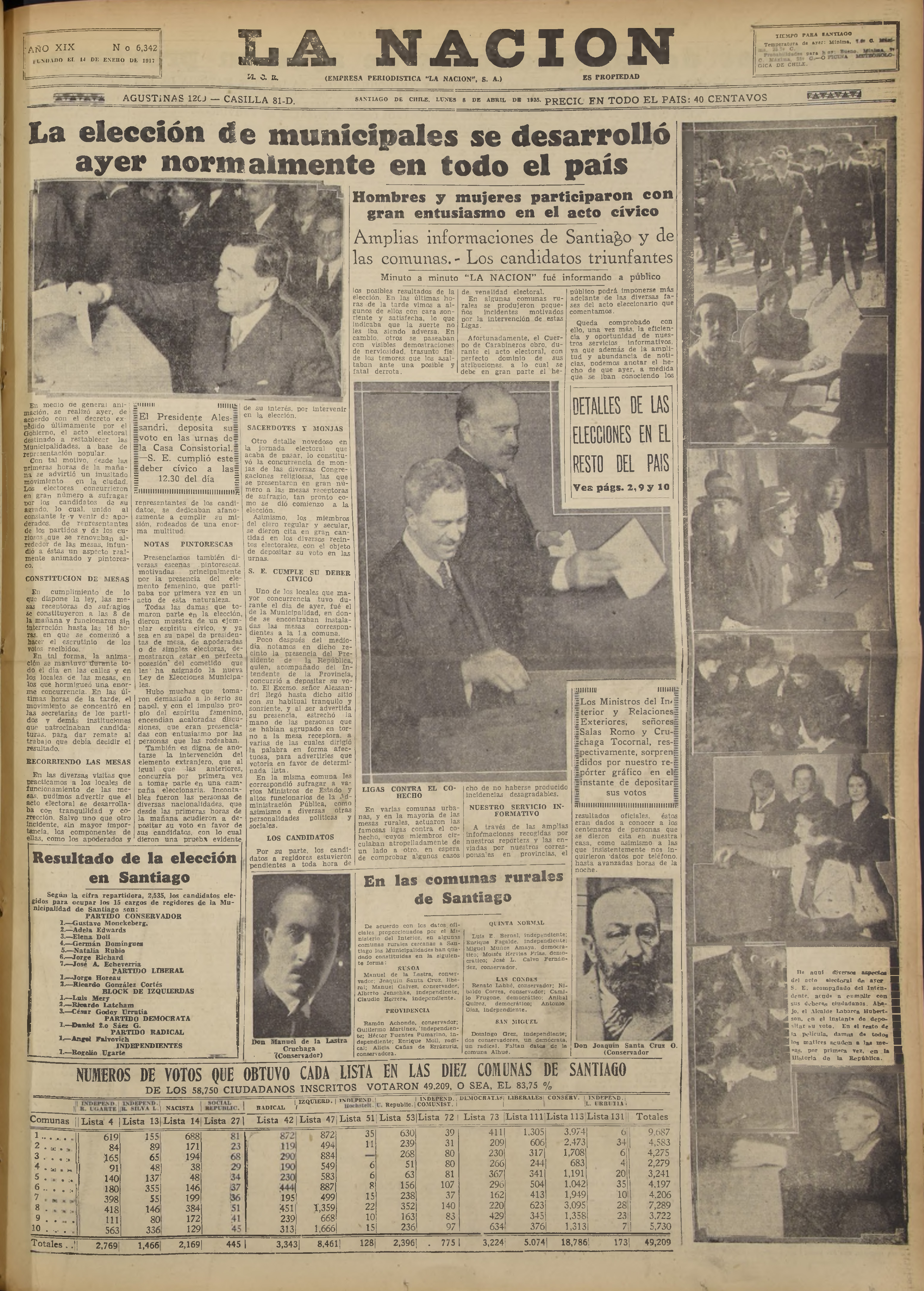
Portada de La Nación informando el resultado de las elecciones.

## Resultados
| Partido                                   | Sigla | Votos   | %?     | Cand.? | Reg.? | %? |
| ----------------------------------------- | ----- | ------- | ------ | ------ | ----- | -- |
| Partido Conservador                       | PCon  | 86 910  | 26,28% | 625    | 376   |    |
| Partido Liberal                           | PL    | 67 835  | 20,51% | 725    | 371   |    |
| Partido Radical                           | PR    | 60 632  | 18,33% | 752    | 294   |    |
| Independientes                            | Ind.  | 53 099  | 16,05% | 574    | 121   |    |
| Partido Demócrata                         | PDa   | 27 663  | 8,36%  | 458    | 108   |    |
| Partido Democrático                       | PDo   | 19 753  | 5,97%  | 293    | 34    |    |
| Partido Agrario                           | PA    | 4323    | 1,31%  | 59     | 23    |    |
| Partido Regionalista de Magallanes        | PRM   | 3579    | 1,08%  | 24     | 13    |    |
| Partido Radical Socialista                | PRS   | 3514    | 1,06%  | 70     | 8     |    |
| Partido Social Republicano                | PSR   | 2886    | 0,87%  | 58     | 8     |    |
| Partido Socialista                        | PS    | 517     | 0,16%  | 13     | 3     |    |
| Total                                     | Total | 330 711 |        | 3651   | 1359  |    |
| Fuente: Dirección del Registro Electoral. |       |         |        |        |       |    |

Se presentaron 98 candidatas mujeres, siendo elegidas 26 en cargos de regidores. Sin embargo, condicionadas por su rol doméstico, proporcionalmente pocas mujeres se interesaron en participar. Las regidoras elegidas fueron:
| Comuna             | Regidora electa                    | Partido       |
| ------------------ | ---------------------------------- | ------------- |
| Pisagua            | Leontina Iribarra Pezores          | Demócrata     |
| Taltal             | Laura Olivares Araya               | Demócrata     |
| Taltal             | Rosa Chaparro viuda de Moreno      | Radical       |
| Copiapó            | Ana Aguirre Espoz de Cood          | Conservador   |
| Salamanca          | Nieves Cáceres                     | Conservador   |
| Petorca            | Esther Sánchez                     | Conservador   |
| San Felipe         | Aída Nuño Jiménez de Camino        | Conservador   |
| Los Andes          | Disolina Rocca Ferrari             | Conservador   |
| Villa Alemana      | Amalia Navarrete de González       | Liberal       |
| Viña del Mar       | Romelia Tellería de Badilla        | Liberal       |
| Santiago           | Adela Edwards Mac-Clure de Salas   | Conservador   |
| Santiago           | Elena Doll Buzeta de Díaz          | Conservador   |
| Santiago           | Natalia Rubio Cuadra               | Conservador   |
| Providencia        | Alicia Cañas Zañartu               | Conservador   |
| San Miguel         | Isabel Subercaseaux Errázuriz      | Conservador   |
| San Bernardo       | Lucila Velasco Martínez de Larraín | Independiente |
| Isla de Maipo      | María López López                  | Conservador   |
| Melipilla          | Lastenia Álvarez                   | Conservador   |
| Buin               | María Baeza de Barandiarán         | Independiente |
| La Estrella        | Guillermina Fernández Rubio        | Liberal       |
| Chépica            | Luisa Galán Nilo                   | Conservador   |
| Curepto            | Lastenia Mejías de Tejías          | Conservador   |
| Yungay             | Dora Sagredo de Aedo               | Conservador   |
| Quilleco           | Hermogénita Hermosilla Barra       | Radical       |
| Los Sauces         | Guillermina Ortiz Aqueveque        | Independiente |
| Carahue            | Edelmira Mora                      | Demócrata     |
| Fuente: La Nación. |                                    |               |

De estas regidoras, fueron elegidas alcaldesas Aída Nuño Jiménez en San Felipe y Hermogénita Hermosilla Barra en Quilleco, a quienes se sumó Alicia Cañas Zañartu en Providencia en los meses posteriores. Los regidores asumieron sus cargos el 9 de junio de 1935, procediendo a la elección del alcalde de la comuna entre sus pares.

## Alcaldías 1935-1938
Listado de alcaldes elegidos en las principales ciudades del país.
| Municipio | Municipio    | Alcalde electo                                           |
| --------- | ------------ | -------------------------------------------------------- |
|           | Arica        | Arturo Buitano Torrelio Partido Radical                  |
|           | Iquique      | Alfonso Echeverría Yáñez Partido Radical                 |
|           | Calama       | Horacio Silva Adriazola Partido Radical                  |
|           | Antofagasta  | Humberto de Ramón Correa Partido Radical                 |
|           | Coquimbo     | Carlos Alberto Castex Taborga Partido Conservador        |
|           | Viña del Mar | Sergio Prieto Nieto Partido Radical                      |
|           | Valparaíso   | Oscar Ruiz Tagle Partido Conservador                     |
|           | Santiago     | Abasalón Valencia Zavala Partido Liberal                 |
|           | Providencia  | Héctor Fuentes Pumarino Independiente                    |
|           | Rancagua     | Francisco Cantón Salamanca Partido Conservador           |
|           | Talca        | Roberto de la Cerda Partido Liberal                      |
|           | Concepción   | Alejandro Gutiérrez Letelier Partido Radical             |
|           | Valdivia     | Jorge Bustos León Partido Democrático                    |
|           | Puerto Montt | Guillermo Lopetegui Soto Partido Liberal                 |
|           | Punta Arenas | Ernesto Pisano Blanco Partido Regionalista de Magallanes |